# 1,3,4-Thiadiazol-2,5-dithiol
1,3,4-Thiadiazol-2,5-dithiol oder Bismuthiol I ist eine chemische Verbindung, die als Komplexbildner zum Nachweis von Bismut, Kupfer, Blei, Antimon, Palladium verwendet wird.
Die Nachweisgrenzen liegen unter 5 mg/kg (Bi, Cu, Pb).